# Elisabetbibeln
Elisabetbibeln (kyrkslaviska: Єлизаветинскаѧ Библїѧ; ryska: Елизаветинская Библия; translitteration: Jelizavetinskaja Biblija) är en översättning av Bibeln till kyrkslaviska som utgavs år 1751. Den används fortfarande liturgiskt inom den Rysk-ortodoxa kyrkan.

## Historik
Arbetet med en ny bibelöversättning till kyrkslaviska påbörjades genom att tsar Peter I utfärdade ett dekret (eller ukas) den 14 november 1712. Han avled dock innan Bibeln hann släppas, vilket ledde till att produktionen fick avbrytas.
När tsarinna Elisabet Petrovna styrde dåvarande Kejsardömet Ryssland utfärdade hon ett dekret om att produktionen skulle fortsätta. Bibeln utgavs till slut år 1751 och är uppkallad efter henne.
Den ursprungliga upplagan av översättningen blev snabbt slutsåld. År  1756 släpptes en ny upplaga som innehöll korrigeringar. Senare har den Rysk-ortodoxa kyrkan använt Bibeln liturgiskt och enbart gjort några obetydliga ändringar.